# Saverio Henrique Castellano
Saverio Castellano, nome completo:Saverio Henrique Castellano (29 de março de 1934 - 18 de maio de 1996) foi um pintor, desenhista e gravurista (litógrafo). É considerado um dos pioneiros no uso da computação em arte.
Começou estudando desenho com Poty Lazzarotto nos Cursos do Museu de Arte de São Paulo em 1952. E em 1955 estudou gravura com Livio Abramo na Escola de Artesanato do Museu de Arte Moderna de São Paulo - MAM, ano em que também foi aprovado nos exames vestibulares da Faculdade de Arquitetura e Urbanismo da Universidade de São Paulo - FAU, onde se formou.
Trabalhou como colaborador no Escritório de Arquitetura do arquiteto Jorge Wilhein de 1959 até 1961, onde teve os primeiros contatos com artistas como: Mario Gruber, Marcelo Grassamn, Flávio Motta e Aldemir Martins, que o incentivam a prosseguir seu trabalho. Frequentou os ateliês de Gravura da Fundação Armando Álvares Penteado - FAAP.
Em 1972 em uma viagem à Inglaterra. Elaborou projeto para uma escultura em acrílico nos ateliês da Saint Martin School of Art, onde manteve contato com o escultor Anthony Caro e com o crítico de arte Guy Brett.
Foi casado com a reconhecida pintora e professora Selma Daffré.

## Estilo
O crítico Jacob Klintowitz, um dos mais respeitados críticos de artes plásticas do Brasil, escreveu sobre ele que "Dentro de sua proposta, Savério Castellano é coerente e consequente. Nenhum gesto desperdiçado, nenhuma forma ao acaso, economia e contenção na linguagem e na articulação de suas idéias. São trabalhos que oferecem uma contribuição específica e uma leitura em vários níveis".
Já Aracy M. Amaral escreve sobre seu estilo que "de sua formação como arquiteto deixa transparecer a preocupação com a ordenação do espaço, enquanto é subjacente às suas imagens especulações matemáticas e de ordem quantitativa, que o levariam a aproximar-se da computação".